# Gold Snatchers
Gold Snatchers (Hu quan), és una pel·lícula d'arts marcials d'acció de Hong Kong de 1973 dirigida per Lung Chien i protagonitzada per Yasuaki Kurata.

## Argument
Chen Sing i Ah Fat surten de la presó i van a la tomba de la madrastra de Chen per trobar un cofre d'or per robar. Chan busca l'or que els delinqüents han robat, però després descobreix que va ser emmarcat pel seu germanastre Lung Fei.

## Repartiment
- Sing Chen
- Yasuaki Kurata
- Shen-Lin Chen
- Ying Fung Chen
- Ming Chin
- Ming-Shao Ho
- Wei-Hsiung Ho
- Blackie Shou-Liang Ko